# Військо-цивільні окупаційні адміністрації Росії в Україні
Військово-цивільні адміністрації Російської Федерації на території України заявлені 26 березня 2022 року офіційними представниками російської влади Криму як тимчасові органи державної влади, що створюються на територіях, контрольованих Збройними силами РФ.

## Історія
Постійний представник Криму при президенті Росії, віце-прем'єр так званої Державної ради Криму Георгій Мурадов 26 березня 2022 року заявив про створення військово-цивільних адміністрацій у Херсонській області та на півдні Запорізької області.

## Функції
Цеков сказав, що військово-цивільні адміністрації займаються питаннями життєдіяльності населених пунктів, роботи їхніх установ. Як приклад таких установ Цеков назвав питання функціонування лікарень, служб швидкої допомоги та ЖКГ. Також, за його словами Цекова, адміністрації займатимуться забезпеченням продуктами харчування, отримання та організованого забезпечення гуманітарною допомогою.
Крім того ВЦА РФ займаються в деяких випадках поліцейськими функціями, дорожнім рухом та виконанням покарань.